# Bidhya Devi Bhandari
Bidhya Devi Bhandari (Mane Bhanjyang, 19 giugno 1961) è una politica nepalese, Presidente del Nepal dal 29 ottobre 2015 al 13 marzo 2023. Esponente del Partito Comunista del Nepal (marxista-leninista unificato), è stata eletta dal Parlamento il 28 ottobre 2015 con 327 voti contro i 214 ottenuti dal candidato del Partito del Congresso Nepalese, Kul Bahadur Gurung 
Nel 2016, Forbes l'ha inserita al 52º posto nella sua lista delle 100 donne più potenti del mondo.

## Biografia
Bidhya Devi Bhandari è nata nel 1961 a Mane Bhanjyang nel distretto di Bhojpur in Nepal. Il suo interesse per la politica è iniziato nel 1980 con l'adesione al movimento studentesco di sinistra. Ne è diventato un impegno totale nel 1982, quando ha sposato il leader del partito comunista nepalese, il CPN (ML). Nepal Ratna Madan Kumar Bhandari (1951–1993), meglio conosciuto col nome di Madan Bhandari, morto in un incidente stradale. Dall'unione sono nati due figli.

## Carriera politica
- 2015-2019: vicepresidente del CPN (ML) Communist Party of Nepal-Unified Marxist Leninist[8].
- 2009-2011: Ministra della Difesa.
- 1995 al 2015 circa: presidente dell'associazione per i diritti delle donne nepalesi, la All Nepal Women Association[9].
- 1994-1999 circa; Ministra dell'Ambiente.
- 1980 membro effettivo del partito comunista nepalese, il CPN (ML).
- 1978: membro del comitato giovanile della sinistra nepalese.[10]